# Andrew Dobson

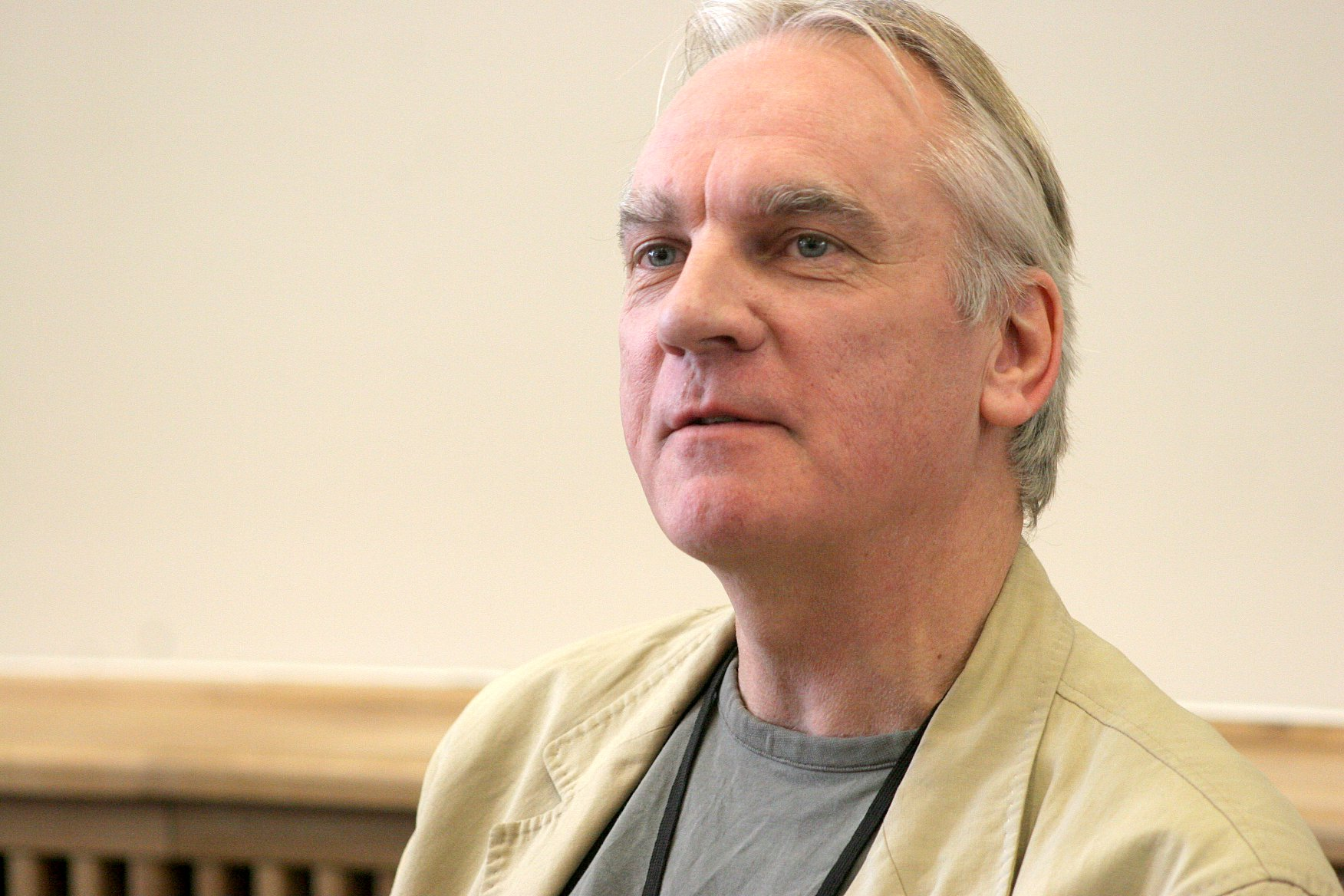
Andrew Dobson

Andrew Nicholas Howard Dobson (* 15. April 1957) ist Professor für Politikwissenschaft an der Universität Keele in Großbritannien. Sein Forschungsschwerpunkt liegt im Bereich der Umweltpolitik.
Bekannt wurde er durch das Buch Green Political Thought, in dem er den „tief grünen“ Ökologismus als eine politische Ideologie beschreibt und vom „leichten Grün“ des Umweltschutzes absetzt.

## Lebenslauf
Dobson studierte von 1976 bis 1979 an der Universität Reading und promovierte bis 1983 an der Universität Oxford. Bis 1986 war er als Postdoktorand in Oxford, 1986 wurde er „Senior Lecturer“ und 1993 Professor an der Universität Keele. Seit 1996 hat er eine Gastprofessur an der technischen Universität Luleå, Schweden.

## Politisches Engagement
Dobson kandidierte 2005 für die Green Party of England and Wales bei den allgemeinen Wahlen Großbritanniens, wurde aber nicht gewählt. 2006 stellte er sich bei den Kommunalwahlen in Keele als Kandidat auf, verlor jedoch knapp gegen den Amtsinhaber und örtlichen Vorsitzenden der Liberal Democrats.

## Werke (Auswahl)
- Green Political Thought, Taylor & Francis; 4. Auflage 2006, ISBN 978-0-415-40352-8
- Citizenship and the Environment Oxford University Press 2004, ISBN 978-0-19-925844-4
- Justice and the Environment – Conceptions of Environmental Sustainability and Theories of Distributive Justice Clarendon Press 1999, ISBN 978-0-19-829495-5